# Hermenegildo Sosa
Hermenegildo Sosa (nacido el 12 de abril de 1946) es un pintor mexicano y profesor de arte conocido por sus coloridas pinturas de paisajes rurales en México, especialmente los de su estado de origen, Tlaxcala. Nació en una familia agrícola, cuyas condiciones económicas retrasaron su educación, ya que tuvo que trabajar desde temprana edad. En su adolescencia llegó a la Ciudad de México para trabajar como sirviente doméstico, pero esto le permitió atender a la escuela incluso a clases de pintura. Más adelante, ingresó a la Escuela Nacional de Pintura, Escultura y Grabado "La Esmeralda", donde en un futuro conseguiría una carrera como profesor.
Sosa ha sido exhibido extensivamente en el are de la Ciudad de México, en su estado natal Tlaxcala e incluso en Estados Unidos y Alemania. Su trabajo ha sido reconocido con varios premios, publicaciones, tributos y con la calidad de miembro del Salón de la Plástica Mexicana.

## Antecedentes
Sosa (nombre completo José Hermenegildo Sosa Zamora) nació en una la pequeña comunidad rural de San Andres Buenavista, Tlaxcala, al noroeste de la Ciudad de México. Viene de una familia de agricultores, incluyendo a su padre Rafael Sosa, quien también era un líder de ejido. Su madre fue Cirenia Zamora, ama de casa, Sosa fue el duodécimo de catorce hermanos. Sus tendencias creativas aparecieron pronto y fueron apoyadas por sus padres; sin embargo; su padre fue asesinado cuando Sosa tenía solamente cinco años.  Esto obligó a su madre a dejar San Andrés con sus tres hijos menores, incluyendo a Hermenegildo, quien para ese entonces tenía ocho años y vivir en Apizaco, Tlaxcala, que era una ciudad más grande.  Sosa tuvo que empezar a trabajar siendo muy joven, haciendo numerosos oficios para poder ayudarse a sí mismo y a su familia. Esto incluía arrear ganado, algo que influenció en su arte ya que le permitió observar la naturaleza y los cambios de estaciones.
La economía y su situación familiar hicieron que comenzará y terminara la escuela tarde, pero mantuvo su determinación de conseguir una educación, que en su vida posterior permitiría que él apoyara a su madre y hermanos. A la edad de diez años, fue a la Ciudad de México para trabajar como un empleado doméstico en una casa privada, y al principio enviaba dinero a casa a su madre. Comenzó la escuela primaria a la edad de doce años en el Centro Revolución Escolar, y en su cuarto año ganó un concurso del decreto entre escuelas primarias en Ciudad de México. En 1961, a la edad de 15 años, se reúne con su madre, que había vuelto a casarse y también se había trasladado a la Ciudad de México. Sosa estudió en la escuela secundaria en Maestra Guadalupe Núñez y Parra Escuela en 1964,el mismo año expuso una serie de acuarelas que hizo en la escuela. La escuela promovió su trabajo.
Sin embargo su padrastro se opuso a las ambiciones artísticas de Sosa y eliminó sus posibilidades de entrar en la Escuela Nacional de Artes (ENAP) en 1967 destruyendo documentos necesarios en la cara de Sosa. Unas semanas más tarde, Sosa tomó una clase de la pintura en Casa del Lago, una institución apoyada por la universidad Autónoma Nacional de México. Aquí aprendió los fundamentos de composición, que trabaja durante su tiempo ocio y en cualquier material, desde servilletas hasta lienzos. El profesor de esta clase, José Rivera, permitió que asistiera a una clase ENAP como un estudiante no matriculado con Fermín Rojas, y Sosa participó en una exposición con la clase. Rojas reconoció el talento del joven y le animó a seguir sus estudios. Sin embargo, Sosa no podía seguir en la escuela debido a su carencia de credenciales.
En cambio, terminó la escuela secundaria a la edad de 23 años y pudo de conseguir un empleo estable y comprar una casa modesta en Granjas Valle de Guadalupe, Sección B, en los límites de Ciudad de México. Esto permitió que él se distanciara de su padrastro manteniendo una relación con su madre.  A los 26, Sosa había completado la escuela secundaria y se había matriculado en La Esmeralda, estudiando a partir de 1973 hasta 1978, cuando ganó sus títulos en artes visuales. En 1988, recibió sus títulos en bellas artes de la misma institución.
Sosa aprendió varios estilos de dibujo y pintura, pero su fondo rural en parte le llevó a interesarse en la pintura del paisaje.  Sus estudios de arte permitieron que él mirara los paisajes alrededor de su ciudad natal con una nueva luz, los campos, granjas, vegetación y los colores de las temporadas diferentes, junto con el cielo tanto de día como noche. En los años 1970, este formato se subvaloró y no se enseñó en La Esmeralda. Por esta razón, Sosa enseñó arte por su cuenta estudiando los trabajos de artistas de paisajistas famosos.

## Carrera
La carrera de Sosa como un pintor y profesor se ha extendido a partir de los años 1970 al presente. Hacia 1973 su trabajo ya había ganado un poco de reconocimiento por la participación en varias exposiciones, que le dieron oportunidades de dar clases. Esto le permitió dejar el trabajo más vigoroso que ya había hecho antes. La mayor parte de su carrera docente ha sido con su alma mater La Esmeralda. En los años 1980, él y un grupo de estudiantes en ese entonces pidieron a la administración que se hicieran talleres de pintura del paisaje enseñados por Sosa. Tuvieron éxito, con clases que ocurrían durante fines de semana irregulares. En 1982, pasó el examen en La Esmeralda que le permitió hacerse un instructor de jornada completa.
Sosa había expuesto su trabajo como un estudiante en varios espectáculos colectivos, de las cuales sus dos primeras exposiciones individuales fueron en 1978. Justo antes de la graduación de La Esmeralda, organizó una exposición en un pequeño restaurante en la Colonia Guerrero en Ciudad de México,  que fue seguido muy pronto de otra exposición en el Instituto Politécnico Nacional en la misma ciudad. Desde entonces ha tenido exposiciones individuales en el Centro Cultural Nishizawa, Atizapán de Zaragoza (2010), Centro Cultural Hermenegildo Sosa, Tlaxco (2009), Teatro San Benito Abad, Cuautitlán Izcalli (2009), galería Wimmer, Munich (2008), Museo de la Agricultura Nacional, universidad de Chapingo (2008), Museo del Arte de Tlaxcala (2008), Feria del estado de Tlaxcala (2007), Museo de José María Velasco, Toluca (2005, 2007, 2010), Salón de la Plástica Mexicana (2000, 2010), Galería Tere Hass, Ciudad de México (1998), Tecnológico de Monterrey, Campus Estado de México (1998), Casa de Cultura Juventino Rosas, Ciudad de México (1996), Museo de Arte Contemporáneo Ateneo de Yucatán (1996), Museo Universitario Contemporáneo de Arte (UNAM) (1995), galería Aristos (UNAM) (1994), Museo del Arte contemporáneo de Toluca (1993), Casa de Cultura en Tlaxco (1992), Marstelle Galería de Arte, Ciudad de México (1991, 1995), Oficinas de INFONAVIT, Ciudad de México (1990), Galería Lourdes Chumacero, Ciudad de México (1989, 1997), Oficina de la Lotería Nacional, Ciudad de México (1987), Centro José Martí Cultural, Ciudad de México (1986), Casa de la Cultura de Temascalcingo, el estado de México (1984), Galerías Aura, Ciudad de México (1984, 1986), Pinacoteca de Tlaxcala (1982, 1988), Galerías de La Esmeralda (1982) y Universidad de Xalapa (1980).  Además, una exposición de su trabajo llamado Nuestra Casa recorrió su estado natal en 1992 y se ha expuesto en numerosos espectáculos colectivos en México y en Estados Unidos, incluso en Nueva York, San Pablo, Minnesota, Scottsdale, Arizona y Chicago.
Los trabajos del artista se pueden encontrar en colecciones públicas y privadas en México, Estados Unidos y Alemania,  incluso aquellos del Museo del Arte contemporáneo de Toluca, Pinacoteca de Tlaxcala, el Museo de la Ciudad de León, Guanajuato, Casa de Moneda, en Quito, Ecuador, Instituto Politécnico Nacional (Zacatenco) y Tecnológico de Monterrey, Campus Estado de México. En 2006 una selección de su trabajo se hizo parte de la demostración permanente de paisajes en el Museo de José María Velasco en Toluca.
El trabajo Poema se reprodujo en una serie de billetes de la lotería nacionales mexicanos en 1994, seguido de amores de Mis Tres Amores en 1995.

## Reconocimientos
El trabajo de Sosa se ha reconocido de varios modos. En varias ocasiones, sus piezas han ganado premios como el segundo lugar del Concurso de la Pintura de Salón de la Plástica Mexicana (2005), el segundo lugar en Exposición Concurso Homenajo a Francisco Goitia en Aneteo Anáhuac (1991), el V Bienal de Pintura Rufino Tamayo (1990), el premio de adquisición (segundo lugar) en XXI Exposición Concurso de Maestros de Artes Plásticas de SNTE (1982) y se eligió para representar México en el IX Bienal Internacional de Arte en Valparaíso, Chile (1989).
Su trabajo se ha criticado y escrito sobre por tales como Alí Chumancero y Berta Taracena,  y varios libros se han publicado como El Color de la Vida presentado en la Feria del estado de Tlaxcala en 2007.
Varias organizaciones han sostenido tributos al artista incluyendo la Sala de conciertos Tepecuicatl en el norte de Ciudad de México (1996), Museo de José María Velasco en Toluca (2010) y el Pinacoteca de Tlaxcala en 1988.
Sosa fue aceptado en el Salón de la Plástica Mexicana y a principios de los años 2000 sirvió del presidente del consejo.
En 2011 la ciudad de Tlaxco inauguró el Centro Cultural Hermenegildo Sosa y en 2012 recibió el Galardón San Benito Abad de la Universidad del Lago en Cuautitlán Izcalli.
Las enseñanzas de Sosa han recibido varios reconocimientos de La Esmeralda.

## Arte

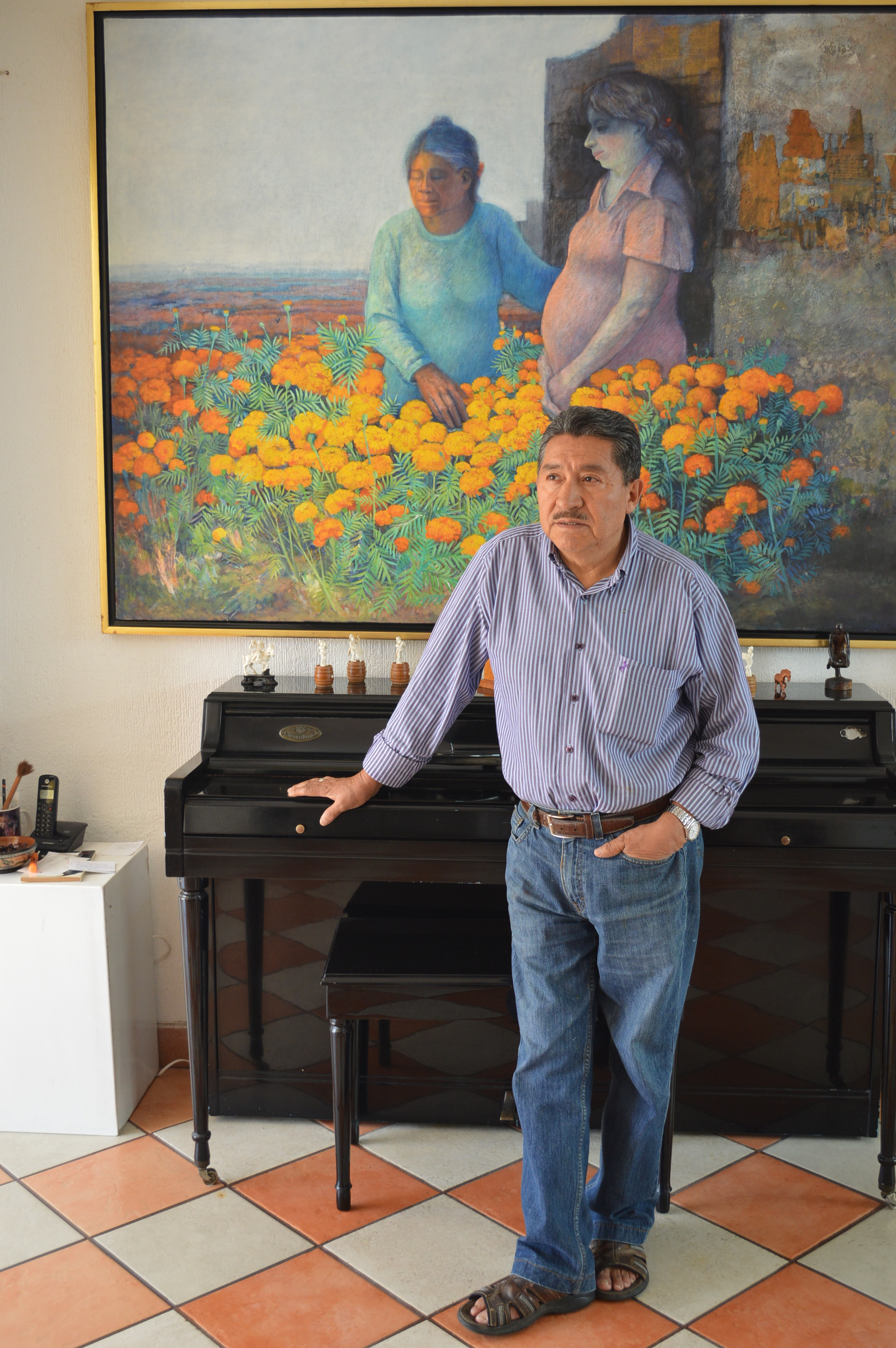
Artista en casa con trabajos propios de fondo.

El trabajo de Sosa se ha concentrado en pintar con algún dibujo, con su trabajo más conocido que son pinturas de la naturaleza de México rural, sobre todo de su estado natal de Tlaxcala con colores intensos y formas, con colores tal como turquesa, violeta y amarillo. La mayor parte de sus trabajos se pintaron en situ, mirando directamente en lo que capturaba en los lienzos. Los elementos comunes incluyen follaje, montañas, volcanes, con flores usadas para simbolizar la vida. Sus pinturas de la naturaleza son vistosas y unen la tierra y el cielo. También indican el movimiento y la metamorfosis. La mayor parte de sus pinturas de México rural están relacionadas con su experiencia de este ambiente, siendo una celebración de la vida mexicana. Sin embargo, algunos trabajos pueden representar lo negativo, sobre todo sus privaciones.
El cambio del rural a la vida urbana hizo un impacto profundo al artista durante su vida. Su trabajo del paisaje no se limitó con escenas rurales, pero urbanas también, sobre todo alrededor de los límites de las ciudades. Sus escenas rurales son generalmente positivas y vistosas, sus pinturas de la vida urbana tienden a ser dramáticas y caóticas, representando contaminación, edificios de la condición pobre y tráfico demostrando extensión urbana y sus efectos en el ambiente y los pobres. La vida urbana se representa como caótica, amarga y difícil.
También ha hecho naturalezas muertas, ambientes interiores, incluyendo mobiliario y figuras desnudas en una especie de ajuste. Sus naturalezas muertas son una exploración de forma y color, con la creatividad más aparente en la opción de elementos y el ángulo visual. Los Dibujos tienden a estar en negro y blanco, sobre todo en un “período gris temprano”.
El trabajo de Sosa mezcla elementos de impresionismo y expresionismo con un poco de abstracción. Sus influencias incluyen los trabajos del Dr. Atl, Francisco Goitia, José María Velasco, José Clemente Orozco, Joaquín Clausell, Rufino Tamayo, Luis Nishizawa, Vincent van Gogh, Guillermo Turner, Camille Pissarro, Claude Monet y Cezanne.
De acuerdo con Alí Chumacero:
El mundo principal, el más logrado de este artista, lo componen las flores, las hierbas, los montes, los volcanes, los colores. Las flores son un homenaje a la vida, iluminadas por la luz del Sol, como sus cempasúchiles y girasoles que también aparecen en la penumbra, en el ocaso. 